# Arysteides Turpana
Arysteides Ikuaiklikiña Turpana (Río Azúcar, Guna Yala; 24 de diciembre de 1943-Ciudad de Panamá, 13 de octubre de 2020) fue un profesor, escritor y poeta panameño de origen guna.

## Biografía
Se graduó en la Universidad de Panamá como profesor de español y educación artística, posteriormente estudió cine en París y obtuvo un posgrado en política y administración cultural en la Universidad Federal de Bahía en Brasil.
Fue profesor de español y de educación artística en varios colegios secundarios del país, también jefe del departamento de Letras del Instituto Nacional de Cultura, crítico de cine en la SRG SSR idée suisse de Suiza, subdirector del mensuario en idioma guna Dule Yala y editor del Niiskua Ginnid, cuadernillo de asuntos indígenas.
En 1988 obtuvo el tercer lugar en el Concurso Internacional de Literatura Infantil de Guatemala.

## Obras publicadas
- Kualuleketi y Lalorkko (poemas y cuentos gunas, 1966)
- Archipiélago (1968)
- Machiuita/Muchachito (1979)
- Mi hogar queda entre la infancia y el sueño (1983)
- Narraciones populares del país Dule (Ediciones Literarias de Factor, México, 1987)
- Desdichado corazoncito (INAC, Panamá, 1991)
- El árbol de la vida y los kunas
- Antología de poetas kunas (2015)